# Lijst van Europarlementariërs voor de CHU
Een overzicht van leden van het Europees Parlement voor de Christelijk-Historische Unie (CHU).
| Lid van het Europees Parlement | Begindatum        | Einddatum         |
| ------------------------------ | ----------------- | ----------------- |
| Corstiaan Bos                  | 12 maart 1969     | 6 juni 1973       |
| Johan van Hulst                | 16 oktober 1961   | 30 september 1968 |
| Franz Lichtenauer              | 5 november 1957   | 1 oktober 1961    |
| Durk van der Mei               | 9 maart 1976      | 30 december 1977  |
| Willem Scholten                | 25 juni 1973      | 1 maart 1976      |
| Teun Tolman                    | 19 januari 1978   | 17 juli 1979      |
| Gerrit Vixseboxse              | 10 september 1952 | 10 oktober 1957   |